# Малиновский сельсовет (Шимановский район)
Мали́новский сельсове́т — сельское поселение в Шимановском районе Амурской области.
Административный центр — село Малиновка.

## История
20 июня 2005 года в соответствии с Законом Амурской области № 12-ОЗ муниципальное образование наделено статусом сельского поселения.
Топонимика: Название отражает природные особенности местности – обилие дикой малины в окрестностях села [Мельников, 2009].

## Население
| 2002 | 2010 | 2011 | 2012 | 2013 | 2014 | 2015 |
| ---- | ---- | ---- | ---- | ---- | ---- | ---- |
| 268  | ↘205 | →205 | ↗209 | ↘207 | ↘205 | ↗206 |
| 2016 | 2017 | 2018 | 2021 |      |      |      |
| ↘196 | ↗198 | ↘193 | ↗275 |      |      |      |

## Состав сельского поселения
| № | Населённый пункт | Тип населённого пункта       | Население |
| - | ---------------- | ---------------------------- | --------- |
| 1 | Малиновка        | село, административный центр | ↘150      |
| 2 | Раздольное       | село                         | →43       |